# Giro de Lombardía 1983
El Giro de Lombardía 1983, la 77.ª edición de esta clásica ciclista, se disputó el 15 de octubre de 1983, con un recorrido de 253 km entre Brescia y Como. El vencedor final fue el irlandés Sean Kelly, por delante de Greg LeMond y Adrie van der Poel. Esta fue la primera ocasión en que Kelly se imponía en esta clásica italiana, de las tres ocasiones en que lo consiguió.

## Clasificación final
| Posición | Ciclista           | Equipo                           | Tiempo    |
| -------- | ------------------ | -------------------------------- | --------- |
| 1        | Sean Kelly         | Sem-France Loire                 | 6h 27' 36 |
| 2        | Greg LeMond        | Renault-Elf                      | m. t.     |
| 3        | Adrie van der Poel | Jacky Aernoudt-Rossin-Campagnolo | m. t.     |
| 4        | Hennie Kuiper      | Jacky Aernoudt-Rossin-Campagnolo | m. t.     |
| 5        | Francesco Moser    | Gis-Campagnolo                   | m. t.     |
| 6        | Gilbert Glaus      | Cilo-Aufina                      | m. t.     |
| 7        | Antonio Ferretti   | Cilo-Aufina                      | m. t.     |
| 8        | Phil Anderson      | Peugeot-Shell-Michelin           | m. t.     |
| 9        | Silvano Contini    | Bianchi-Piaggio                  | m. t.     |
| 10       | Alfredo Chinetti   | Inoxpran-Lumenflon               | m. t.     |